# Нечитайло Юрій Миколайович
Нечитайло Юрій Миколайович (нар. 18 травня 1949, Чернівці) — український вчений у галузі педіатрії, доктор медичних наук (1999), професор (2001), завідувач кафедри педіатрії, неонатології та перинатальної медицини Буковинського державного медичного університету.

## Освіта, наукові ступені та звання
У 1972 р. закінчив з відзнакою Чернівецький медичний інститут за спеціальністю «Лікувальна справа». З 1977 по 1979 р. навчався у спеціальній клінічній ординатурі з поглибленим вивченням англійської мови в Одеському медичному інституті.
У 1997 році проходив навчання в Університеті Штата Нью-Йорк у м. Олбані [Архівовано 18 березня 2022 у Wayback Machine.] США на факультеті післядипломної освіти, де вивчав основи епідеміології та медичної статистики. Крім того Проходив короткотривалі стажування з екології у Карловому університеті м.Прага (Чехія, 1997 р.), з педіатрії розвитку дітей у Триніті коледжі Оксфордського університет (Велика Британія 2001 р.), у Зальцбургу на медичному семінарі ОМІ (Австрія, 2008 р.).
У 1989 р. захистив в Науково-дослідному Інституті епідеміології та інфекційних хвороб [Архівовано 20 грудня 2018 у Wayback Machine.] (м. Київ) кандидатську дисертацію на тему: «Застосування внутрішньолегеневого електрофорезу в комплексному лікуванні гострих вірусно-бактеріальних пневмоній у дітей», за фахом «дитячі інфекційні хвороби». У 1999 р. захистив в Інституті педіатрії, акушерства та гінекології АМН України докторську дисертацію на тему: «Здоров'я дітей шкільного віку Буковини, нові підходи до його оцінки та профілактики захворювань», за фахом «педіатрія».
У 1993 р. присвоєно вчене звання доцента, а у 2001 році — вчене звання професора.

## Кар'єра
Після закінчення інституту працював лікарем-інфекціоністом в Обласній клінічній лікарні [Архівовано 20 грудня 2018 у Wayback Machine.] м, Чернівці. Починаючи з 1980 року обіймав спочатку посаду асистента, а потім — доцента (1993) кафедри дитячих хвороб.
З 1983 по 1986 рр. працював дитячим інфекціоністом у місті Біскра, Алжир.
З 1987 по 1990 рік був включений до складу групи експертів ВООЗ при Міністерстві охорони здоров'я СРСР та брав участь у роботі 16 виїзних засідань групи експертів ВООЗ.
У 1995 році призначений завідувачем кафедри Пропедевтики дитячих хвороб Чернівецького медичного інституту.
З 2003 по 2006 рік працював на посаді проректора з міжнародних зв'язків.

## Родина
Одружений. Дружина — Ірина (лікар-офтальмолог), син — Дмитро (доктор медичних наук, професор, відомий науковець у галузі педіатрії) та донька — Олена.

## Наукова діяльність
Наукові дослідження присвячені проблемі педіатрії розвитку. В цьому напрямку виконано 7 науково-дослідницьких робіт кафедри. На сучасній методологічній основі проведено дослідження фізичного, психомоторного, біологічного та репродуктивного розвитку дітей Буковини. Розроблена методологія скринінгової оцінки різних напрямків розвитку дітей, сформована нормативно-стандартна база соматометричних та психометричних показників, стану серцево-судинної системи, оцінки якості вигодовування та харчування дітей, оцінки якості життя здорових та хворих дітей.
Під керівництвом професора Ю. М. Нечитайла виконано та захищено 3 докторських (Т. В. Сорокман, І. Д. Шкробанець, Н. І. Ковтюк) та 12 кандидатських дисертаційних робіт.
Юрій Миколайович є автором більше ніж 420 наукових праць, в тому числі співавтор національного підручника «Пропедевтична педіатрія», 4 монографій, 23 навчальних посібників, більше 180 статей у журналах (в тому числі включених до наукометричної бази Web of Science), 52 публікацій на іноземних мовах в англомовних і франкомовних виданнях.